# Teorema di inversione di Mellin
In matematica, il teorema di inversione di Mellin, il cui nome deriva dal matematico finlandese Hjalmar Mellin, definisce le condizioni di esistenza per la trasformata di Mellin inversa, ovvero le condizioni di validità per la formula di inversione di Mellin (o in modo equivalente per la trasformata inversa di Laplace e di Fourier). Una versione alternativa del teorema è il teorema di inversione di Fourier, che può essere applicato anche alla trasformata di Mellin grazie alla semplice relazione che le lega.

## Il teorema
Sia {\displaystyle \varphi (s)} una funzione analitica nella striscia {\displaystyle a<\Re (s)<b} che tende a zero uniformemente al crescere di {\displaystyle \Im (s)} tra {\displaystyle a} e {\displaystyle b} per ogni numero reale {\displaystyle c}, con integrale assolutamente convergente. Se:
{\displaystyle f(x)=\{{\mathcal {M}}^{-1}\varphi \}={\frac {1}{2\pi i}}\int _{c-i\infty }^{c+i\infty }x^{-s}\varphi (s)\,ds}
allora si ha:
{\displaystyle \varphi (s)=\{{\mathcal {M}}f\}=\int _{0}^{\infty }x^{s}f(x)\,{\frac {dx}{x}}}
Viceversa, se {\displaystyle f(x)} è continua a tratti nella parte positiva dell'asse reale (dove in corrispondenza di ogni discontinuità assume il valore intermedio tra i valori estremanti) e supponendo che l'integrale:
{\displaystyle \varphi (s)=\int _{0}^{\infty }x^{s}f(x)\,{\frac {dx}{x}}}
sia assolutamente convergente per {\displaystyle a<\Re (s)<b}, allora {\displaystyle f} si può ricostruire attraverso la trasformata inversa di Mellin.

## Limitatezza
Si può rinforzare la condizione di limitatezza su {\displaystyle \varphi (s)} se {\displaystyle f(x)} è continua. Se {\displaystyle \varphi (s)} è analitica nella striscia {\displaystyle a<\Re (s)<b} e se {\displaystyle |\varphi (s)|<K|s|^{-2}}, con {\displaystyle K} una costante positiva, allora {\displaystyle f(x)} come funzione definita dalla trasformata inversa esiste ed è continua. Inoltre, la trasformata di Mellin di {\displaystyle f} è  {\displaystyle \varphi } almeno per {\displaystyle a<\Re (s)<b}.
D'altra parte, se si utilizza una distribuzione per la scelta di {\displaystyle f} è possibile indebolire la condizione su {\displaystyle \varphi } richiedendo semplicemente che abbia una crescita polinomiale in ogni striscia chiusa contenuta nella striscia aperta {\displaystyle a<\Re (s)<b}.
Si può anche definire una versione del teorema ambientata in uno spazio di Banach. Detto {\displaystyle L_{\nu ,p}(R^{+})} lo spazio Lp delle funzioni {\displaystyle f} a valori complessi definite sulla parte positiva dell'asse reale tali che:
{\displaystyle \|f\|=\left(\int _{0}^{\infty }|x^{\nu }f(x)|^{p}\,{\frac {dx}{x}}\right)^{1/p}<\infty }
dove {\displaystyle \nu } e {\displaystyle p>1} sono numeri reali, allora se {\displaystyle f\in L_{\nu ,p}(R^{+})} con {\displaystyle 1<p\leq 2} si ha che
{\displaystyle \varphi (s)\in L_{\nu ,q}(R^{+})} con {\displaystyle q=p/(p-1)} e:
{\displaystyle f(x)={\frac {1}{2\pi i}}\int _{\nu -i\infty }^{\nu +i\infty }x^{-s}\varphi (s)\,ds}
Dato che le trasformate di Laplace e di Fourier possono essere definite con la trasformata di Mellin (e viceversa):
{\displaystyle \left\{{\mathcal {L}}f\right\}(s)=\left\{{\mathcal {M}}f(-\ln x)\right\}(s)}
{\displaystyle \left\{{\mathcal {F}}f\right\}(-s)=\left\{{\mathcal {L}}f\right\}(-is)=\left\{{\mathcal {M}}f(-\ln x)\right\}(-is)}
i teoremi di inversione precedenti valgono anche per esse.